# Hlinsko u Lipníka nad Bečvou
Hlinsko (deutsch 1939–1945 Leimgruben) ist eine Gemeinde in Tschechien. Sie liegt vier Kilometer südlich von Lipník nad Bečvou und gehört zum Okres Přerov.

## Geographie
Hlinsko befindet sich westlich des Maleníkwaldes über der Mährischen Pforte in der Podbeskydská pahorkatina (Vorbeskidenhügelland). Das Dorf liegt am Oberlauf des Baches Libuška. Östlich erhebt sich die Hana (357 m) und im Südwesten der Přísahanec (333 m). Gegen Nordosten befindet sich die Ruine der Burg Helfštýn.
Nachbarorte sind Nové Dvory, Závodí und Lipník nad Bečvou im Norden, Podhůra und Týn nad Bečvou im Nordosten, Lhota und Vidláč im Osten, Větřák, Kladníky und Oprostovice im Südosten, Bezuchov und Šišma im Süden, Prusínky, Pavlovice u Přerova und Sušice im Südwesten, Kudlov und Oldřichov im Westen sowie Rybáře, Osek nad Bečvou und Chabrov im Nordwesten.

## Geschichte
Archäologische Funde belegen eine frühzeitliche Besiedlung des Gemeindegebietes. Auf dem Ausläufer Nad Zbružovým nördlich des Dorfes befand sich im 3. Jahrtausend v. Chr. eine Burgstätte der kupfersteinzeitlichen Trichterbecher- und Badener Kultur.
Die erste schriftliche Erwähnung des Ortes erfolgte 1304 im Zusammenhang mit Pardus de Hlinsko. 1348 wurde das Dorf als Hlinska bezeichnet. 1447 wurde Hlinsko in der Landtafel beim Verkauf der Herrschaft Helfenstein durch Georg von Krawarn an Wok von Sovinec als eines der zugehörigen Dörfer genannt. 1452 wurde der Ort als Hlinště bezeichnet. 1474 erwarb Wilhelm II. von Pernstein die Herrschaft von Albrecht von Postupitz. Nach dem Tode von Wilhelms Sohn Johann fiel die Herrschaft dessen Söhnen zu, diese mussten Helfenstein 1554 wegen ihrer Überschuldung für 30.000 Schock böhmische Groschen an Půta Rokytský von Ludanitz verkaufen. Der mährische Oberstlandrichter Georg von Würben und Freudenthal ließ 1609 in Hlinsko ein herrschaftliches Bad mit Sauerbrunnen anlegen. Die Matriken wurden seit 1623 in Lipník nad Bečvou geführt. Während des Dreißigjährigen Krieges fiel die Herrschaft Helfenstein an die Dietrichsteiner, die Leipnik zum Sitz der Herrschaft machten. Das älteste Ortssiegel stammt aus dem Jahre 1752; es zeigt einen Mann in einem Bottich, der ein Winzermesser hält, und trägt die Inschrift HLINSKO. 1784 wurde die Pfarre Hlinsko eingerichtet. 1796 verkaufte die Herrschaft das Bad, ein halbes Jahrhunderts später wurde der Badebetrieb eingestellt. Bis zur Mitte des 19. Jahrhunderts blieb das Dorf immer nach Leipnik untertänig.
Nach der Aufhebung der Patrimonialherrschaften bildete Hlinsko ab 1850 eine Gemeinde in der Bezirkshauptmannschaft Mährisch Weißkirchen. 1855 wurde sie dem Bezirk Leipnik und ab 1868 erneut dem Bezirk Mährisch Weißkirchen zugeordnet. Im Jahre 1932 wurde das Dorf elektrifiziert. Während der deutschen Besetzung erhielt das Dorf den deutschen Namen Leimgruben. Im Jahre 1960 wurde die Gemeinde dem Okres Přerov zugeordnet. 1976 wurde Hlinsko dem Örtlichen Nationalausschuss (MNV) Soběchleby angeschlossen und 1983 gänzlich nach Soběchleby eingemeindet. Seit 1991 bildet Hlinsko wieder eine eigene Gemeinde.

## Gemeindegliederung
Für die Gemeinde Hlinsko sind keine Ortsteile ausgewiesen.

## Sehenswürdigkeiten
- Pfarrkirche des hl. Bartholomäus, erbaut in den Jahren 1885–1886 anstelle eines gotischen Vorgängerbaus